# Stropkowo
Stropkowo – wieś w Polsce położona w województwie mazowieckim, w powiecie sierpeckim, w gminie Zawidz. Ma status sołectwa. Leży nad Sierpienicą.
| SIMC    | Nazwa             | Rodzaj    |
| ------- | ----------------- | --------- |
| 1056729 | Stropkowo-Kolonia | część wsi |
| 0579968 | Szumanie-Bakalary | część wsi |

W latach 1975–1998 miejscowość administracyjnie należała do województwa płockiego.
2 września 2011 w miejscowości miał wypadek motocyklowy Jarosław Wałęsa. Trafił do szpitala w stanie ciężkim.